# Szlávok (televíziós sorozat)
A Szlávok (eredeti címe Slovania) 2021-ben bemutatásra kerülő 12 részes, fantasy elemekkel ötvözött szlovák–ukrán történelmi kalandfilm-sorozat. A 6–7. században játszódó történetet az ószláv mitológia inspirálta; központi szereplője Szamo, aki sikeres felkelést vezetett az avarok ellen, és frank kereskedőből a szlávok első ismert uralkodója lett. A TV JOJ és a Wandal Production gyártásában készült sorozatot Peter Bebjak és Michal Blaško rendezte, Jozef Koleják és Ján Luterán forgatókönyve alapján.

## Cselekmény
|  | Alább a cselekmény részletei következnek! |

A történet 6–7. században, a szláv törzsek egyesülését megelőzően játszódik a Kárpát-medencében. A történet keretét két szláv erőd, Veľký stôl („Nagy asztal”) és Furnau vetélkedése adja, melyek a kereskedelem tekintetében egymásra vannak utalva, ugyanakkor az érkező avarok nyomása alatt konfliktusba kerülnek egymással. A cselekmény egyik fő szála egy céltudatos fiatal lány, Draha története, aki megment egy titokzatos idegent, akinek a Vlad nevet adja. A férfi nehezen illeszkedik be Veľký stôl társadalmába, de hősiessége és az avarokkal folytatott harcok nyomán befogadják. Mindeközben Radúz, Furnau vezetőjének fia, jól képzett harcos és felesége, Lada gyermekáldásért küzdenek. Furnau papjától, Sokoltól („Sólyom”) kér segítséget, de ő nem tud segíteni; ezért Veľký stôl papjához, Čaradához fordul, aki visszaélve a helyzettel veszélyes játékba kezd.

## Gyártás
A sorozatot észak-Ukrajnában forgatták, ahol két történelmi szláv település rekonstrukcióját építették fel. Ugyanakkor bár a kora középkorral foglalkozó szakemberek is segítették, vállaltan nem történelmi, hanem inkább fantasy-sorozatnak tekinthető: többen a Trónok harcához hasonlították, és Wanda Adamík Hrycová producer is elismerte, hogy a HBO népszerű sorozata is inspirálta az alkotókat. Bár utóbbi költségvetésének töredékéből, 3,6 millió euróból készült, így is Szlovákia történetének legnagyobb szabású produkciója. A költségekhez Ukrajna kulturális minisztériuma is hozzájárult 860 ezer euróval
Láska neumiera című főcímdalát Jana Kirschner énekli, Štefan Štec közreműködésével.

## Szereplők
A sorozatban a legnevesebb szlovák színészek mellett ukrán színészek is játszanak.
| Színész           | Karakter                           |
| ----------------- | ---------------------------------- |
| Dušan Cinkota     | Čarada, Veľký stôl erőd papja      |
| Polina Noszihina  | Draha                              |
| Juraj Loj         | Vlad                               |
| Tomáš Maštalír    | Radúz, Furnau erőd vezetőjének fia |
| Jana Kvantíková   | Lada, Radúz felesége               |
| Oleh Moszijcsuk   | Sokol, Furnau erőd papja           |
| Zuzana Fialová    | Božidara                           |
| Richard Autner    |                                    |
| Andrej Hryc       |                                    |
| Marek Vašut       |                                    |
| Makar Tihomirov   |                                    |
| Olekszandr Mavric |                                    |
| Hanna Adamovics   |                                    |